# 1630-1639
De jaren 1630-1639 (van de christelijke jaartelling) zijn een decennium in de 17e eeuw.

## Meerjarige gebeurtenissen

### Dertigjarige Oorlog
- 1630 : De Zweden, onder leiding van koning Gustaaf II Adolf van Zweden, nemen het vaandel van de Denen over aan de zijde van de protestanten. Het katholieke Frankrijk steunt financieel het protestantse Zweden.
- 1632 : Slag bij Lützen. Gustaaf II Adolf sneuvelt, hij wordt opgevolgd door zijn vijfjarige dochter Christina. De  Zweedse rijksraad of Riksråd , neemt het bestuur over.
- 1634 : Slag bij Nördlingen. De Zweden worden verpletterend verslagen.
- 1635 : Verdrag van Compiègne. Frankrijk, dat de protestanten heimelijk steunde, verklaart nu Habsburg de oorlog en steunt Zweden onder het regentschap van Axel Oxenstierna. De in Parijs wonende Nederlandse diplomaat Hugo de Groot speelt hierbij een rol.
- 1635 : Vrede van Praag. De keurvorst van Saksen en enige andere protestantse Duitse vorsten sluiten vrede met keizer Ferdinand II. De Katholieke Liga en het Verbond van Heilbronn worden opgeheven.
- 1638 : Slag bij Vlotho. Karel I Lodewijk van de Palts mislukt in het heroveren van zijn keurvorstendom.
- 1639 : Slag bij Chemnitz. De Zweedse generaals Lennart Torstenson en Johan Banér dringen door tot in Bohemen.

### Medisch
- Noord-Italië wordt van 1630 tot 1633 geteisterd door de pest.
- Ook het gewest Gelre in de Republiek telt tussen 1635 en 1637 vele pestlijders. De stad Nijmegen verliest veertig procent van haar bevolking. Pestmeester IJsbrand van Diemerbroeck legt het verloop van de epidemie vast in een boekje.

### Lage landen

Het beleg van Schenckenschans door prins Frederik Hendrik, april 1636, Gerrit van Santen.

- 1632 : Veldtocht langs de Maas. De veldtocht, onder leiding van Frederik Hendrik van Oranje en Ernst Casimir van Nassau-Dietz eindigt met de verovering van Maastricht. De stad bedingt het recht katholiek te blijven. In 1634  volgt het Tweede beleg van Maastricht. De Spanjaarden proberen de stad te heroveren.
- Onderhandelingen tussen de Republiek der Zeven Verenigde Nederlanden en de Zuidelijke Nederlanden worden opgestart. Er ontstaat grote onenigheid tussen de Hollandse steden. Uiteindelijk willen Holland en Overijssel doorgaan met onderhandelen, maar zij worden overstemd door de andere vijf gewesten. De onderhandelingen worden afgebroken.
- 1633 : Landvoogdes Isabella sterft, zij zal worden opgevolgd door kardinaal Ferdinand van Oostenrijk, zoon van Filips III van Spanje.
- 1635 : Verdrag van Parijs. Frederik Hendrik en Richelieu sluiten een verdrag over de toekomst van de Zuidelijke Nederlanden. Ze nemen zich voor de Zuidelijke Nederlanden de kans te geven zelf in opstand te komen tegen Spanje. In dat geval mogen zij een confederatie worden. Zo niet, dan zullen de Republiek en Frankrijk het gebied verdelen. De Waalse gewesten worden in het plan toebedeeld aan Frankrijk, evenals een deel van Vlaanderen. De rest komt bij de Republiek der Zeven Verenigde Nederlanden.
- 1635 : Inname van Tienen. Franse- en Staatse troepen veroveren de stad.
- 1636 : De Spanjaarden moeten nu op twee fronten vechten, in het noorden en in Picardië.
- De steden Amsterdam en Haarlem ontwikkelen in 1632 een nieuw concept van trekschuitvervoer. Ze graven voor gedeelde kosten een vrijwel kaarsrechte trekvaart, waarin geen andere schepen worden toegelaten. Ze stellen zelf een dienstregeling op, volgens welke elk uur een schuit vertrekt, en niet wordt gewacht tot er voldoende passagiers zijn. Snelheid, betrouwbaarheid en lage kosten maken het vervoer in korte tijd zeer populair. Andere steden nemen het initiatief over: Delft, Rotterdam en Den Haag (1636), Leiden, Delft en Den Haag (1638).

### Godsdienst
- 1637 : Statenvertaling. De eerste officiële Nederlandstalige Bijbelvertaling, die rechtstreeks uit het oorspronkelijke Hebreeuws, Aramees en Grieks werd vertaald wordt gepubliceerd.
- 1639-1640 : Bisschoppenoorlogen. Koning Karel I van Engeland en Schotland wil het bisschoppelijk systeem invoeren in Schotland onder leiding van de omstreden aartsbisschop van Canterbury, William Laud. De Schotten vegen het plan van tafel. Karel I is het hier niet mee eens en voert in 1639 en 1640 twee veldtochten tegen de Schotten uit, die hij echter beide verliest. Zijn gebrek aan financiële middelen dwingt hem het Engelse parlement samen te roepen en het conflict dat hij hiermee krijgt, vormt uiteindelijk de voornaamste aanleiding tot de Engelse Burgeroorlog.

### Japan
- Het sakokubeleid wordt tussen 1633-1639 vastgesteld door het shogunaat onder Tokugawa Iemitsu door middel van een aantal edicten en wetten. Japan is echter onder het sakokubeleid in de praktijk niet volledig geïsoleerd.Handel en kennisuitwisseling zijn toegestaan, zij het onder het ijzeren toezicht van de bureaucratische en autoritaire dictatuur die de Tokugawa's van Japan hebben gemaakt.
- De Engelsen hebben zich al in 1632 teruggetrokken als handelspartner.
- 1635 : de bouw van zeeschepen wordt verboden. Japanners wordt het verboden zich in het buitenland te bevinden.
- 1637 : Shimabara-opstand. Katholieke boeren komen in opstand. Iemitsu ziet hierin een excuus om de christenen actief te vervolgen.
- 1639 : De Portugezen worden uit het land verbannen.

### Wereldhandel en kolonies
- 1630 : Nederlands-Brazilië. De West-Indische Compagnie neemt Recife in het noordoosten van Brazilië in. Vijf jaar later worden ook de meeste suikerplantages bezet.
- 1632 : Shah Jahan van het Mogolrijk heeft de opdracht om de Portugezen te verdrijven uit Bengalen. Vervolgens geeft hij de Engelsen en Nederlanders toestemming een handelspost te vestigen.
- 1634 : De ABC-eilanden (Antillen) komen in Nederlandse handen. Fort Amsterdam (Curaçao), gebouwd onder leiding van admiraal Johan van Walbeek, wordt de belangrijkste haven in de regio.
- 1636 : Johan Maurits van Nassau-Siegen wordt gouverneur van Nederlands-Brazilië en sticht Mauritsstad op het eiland Antonio Vaz tegenover Recife, naar een ontwerp van bouwmeester Pieter Post. Mauritsstad wordt het culturele middelpunt van de Nieuwe Wereld, met de eerste botanische tuin en de eerste dierentuin van Amerika, en een museum met driehonderd opgezette apen. In de Jodenstraat verrijst de eerste Amerikaanse synagoge. Johan Maurits verovert in 1637 Elmina, gelegen op de West-Afrikaanse Goudkust (gebied) op de Portugezen.
- 1636-1638 : Pequot Oorlog. De Massachusetts Bay Colony verdrijven de Pequot-indianen, die de kust beheersten.
- 1636 : De kolonie Providence wordt gesticht door Roger Williams, die om geloofsreden is verdreven uit de Massachusetts Bay Colony. Williams verkrijgt het eigendom over het gebied door het van de Narragansett indianen te kopen. Hij noemt  de vestiging "Providence", wat in het Nederlands "voorzienigheid" betekent.
- 1638 : De eerste bewoners van de kolonie Nieuw-Zweden arriveren in het latere Delaware.
- 1638 : Nederlands-Mauritius wordt gesticht.

### Wetenschap en techniek

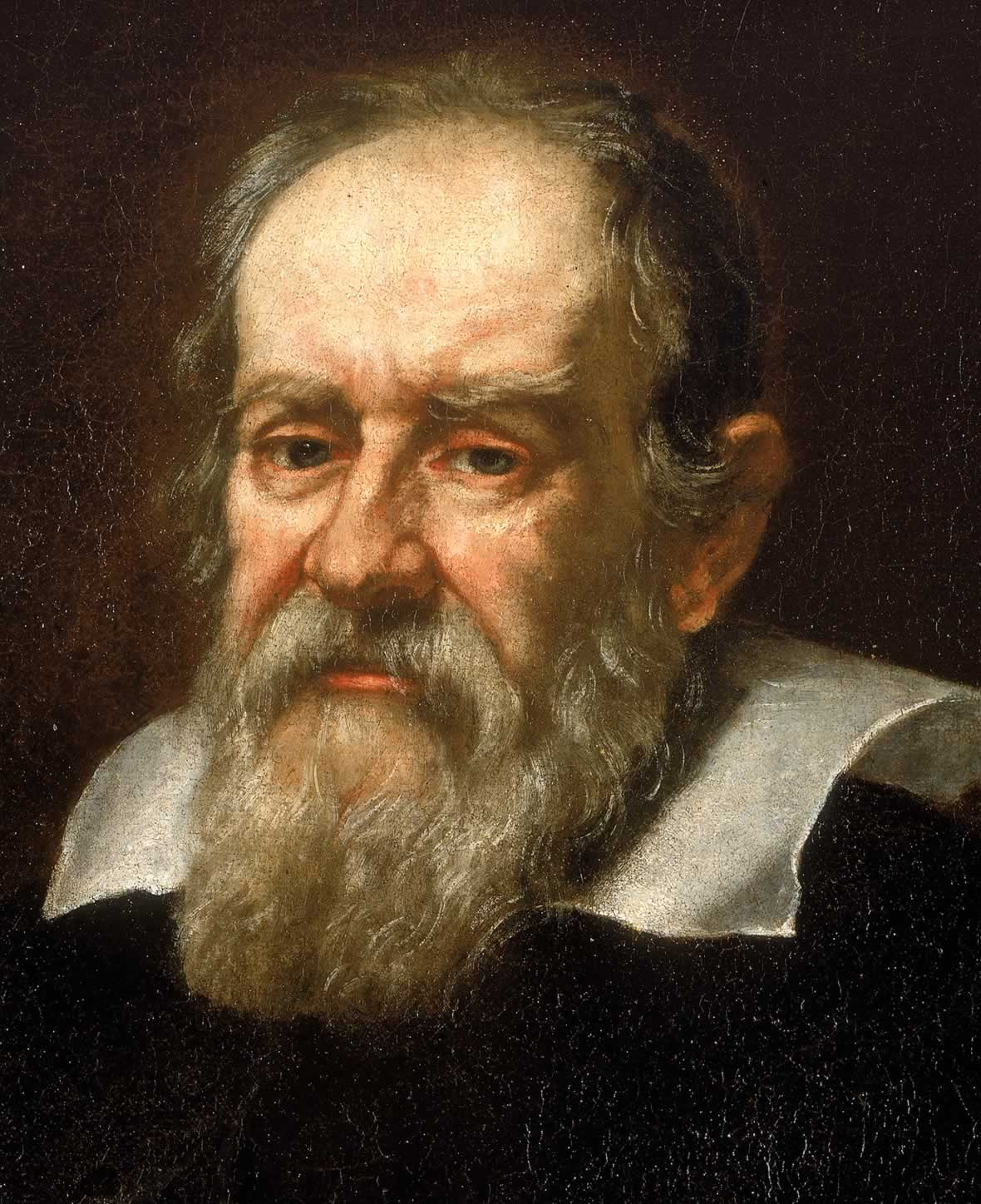
Onder dwang van de kerkelijke rechtbank te Rome verklaart Galileo Galilei in 1633 dat de zon om de aarde draait.

- 1632 : Na zijn publicatie van de Dialogo sopra i due massimi sistemi del mondo waar de standpunten van de figuur Simplicio kan worden geïnterpreteerd als de standpunten van Paus Urbanus VIII, wordt Galileo Galilei door de kerkelijke rechtbank te Rome voor de rest van zijn leven onder huisarrest geplaatst.
- Sinds 1630 worden poldermolens met een vijzel toegepast bij diepere bemalingen (dieper dan 1,50 meter). Tot nu toe werden schepraderen gebruikt en waren molengangen nodig om het water verder op te voeren dan de maximale opvoerhoogte van een enkel scheprad.
- 1637 : René Descartes, grondlegger van de moderne filosofie en de wetenschappelijke methode publiceert zijn Verhandeling over de methode.
- 1639 : De venusovergang, voorspelt door Johannes Kepler, wordt voor het eerst waargenomen door Jeremiah Horrocks.

### Mode
Van 1633 tot 1635 is de gekantkloste kraag in de mode.

### Kunst en cultuur
- op 7 juli 1632 voegen de burgemeesters van Amsterdam de rederijkerskamers De Eglantier en Het Wit Lavendel samen tot een nieuwe rederijkerskamer, die de naam De Amsterdamsche Camer krijgt. Voor het eerst wordt een eigen onderkomen gebouwd: in 1637 opent de Schouwburg van Van Campen.
- 1633-1635 : Frans Hals schildert  Malle Babbe.

<< · 1630 · 1631 · 1632 · 1633 · 1634 · 1635 · 1636 · 1637 · 1638 · 1639 · >>
<< · 1600-1609 · 1610-1619 · 1620-1629 · 1630-1639 · 1640-1649 · 1650-1659 · 1660-1669 · 1670-1679 · 1680-1689 · 1690-1699 · >>